# Florisuga
Florisuga é um gênero de aves apodiformes pertencente à família dos troquilídeos, que inclui os beija-flores. O gênero possui duas espécies distribuídas desde o sul do México, seguindo por maior parte da América Central e ao norte e centro-sul da América do Sul.

## Taxonomia
O gênero foi introduzido em 1850, pelo ornitólogo francês Charles Lucien Bonaparte. O nome deste gênero, Florisuga, deriva dos termos do latim flor ou floris, "flor", adicionado ao verbo sugere, "sugar", em referência à alimentação destas aves, que possuem uma alimentação baseada na sucção do néctar, encontrado nas flores. A espécie-tipo é o beija-flor-azul-de-rabo-branco, descrito por Carl von Linné em 1758, na décima edição do Systema Naturae.
Anteriormente, este pertencia à subfamília Trochilinae, um dos únicos clados existentes para agrupar as espécies de beija-flores. Em 2007, um estudo filogenético molecular revelou que a família dos troquilídeos estava dividida em nove clados. Com isso, após Edward Dickinson e James van Remsen, Jr. atualizarem o Howard and Moore Complete Checklist of the Birds of the World para sua quarta edição, em 2013, os troquilíneos foram divididos em cinco subfamílias, incluindo Florisuginae, que incluiu os gêneros Florisuga e Topaza. Esta também havia sido introduzida por Bonaparte em 1853, porém sob o nome Florisugeae.

### Espécies
| Imagem    | Nome comum                     | Nome científico     | Autoridade     |
| --------- | ------------------------------ | ------------------- | -------------- |
| sembordas | Beija-flor-azul-de-rabo-branco | Florisuga mellivora | Linnaeus, 1758 |
| sembordas | Beija-flor-preto               | Florisuga fusca     | Linnaeus, 1758 |